# حوالي

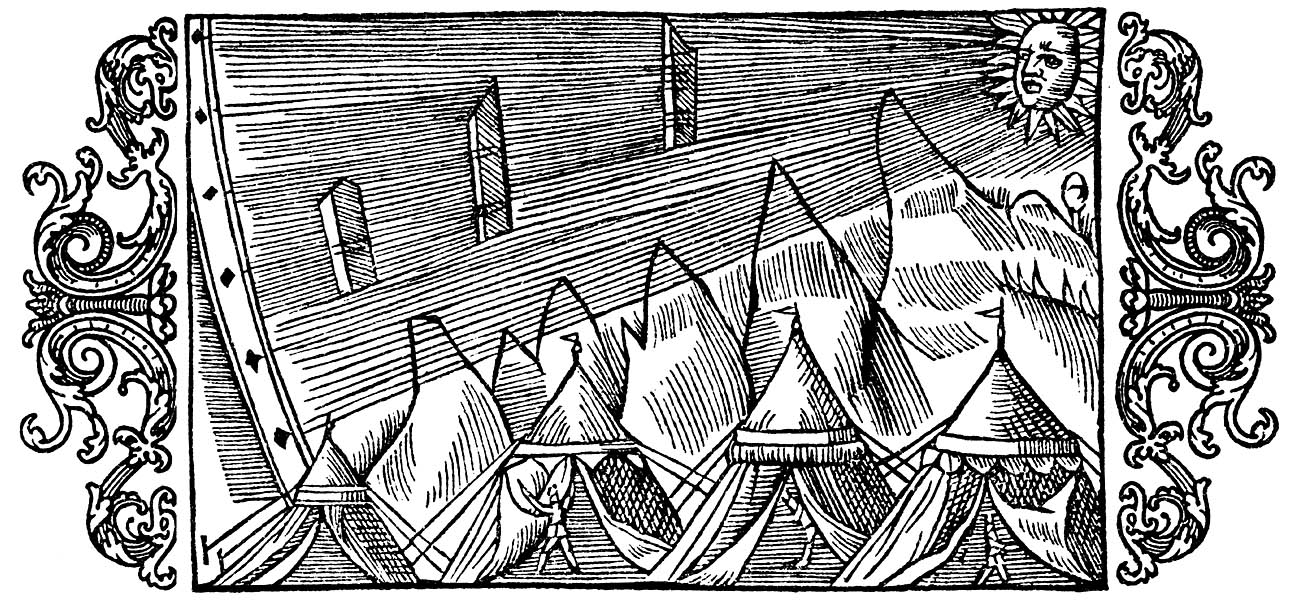
وهناك طريقة بسيطة لقياس الوقت

قُرابة أو نحو أو زُهَاء أو نُهاز أو لُهاء، ويسمى خطأً حوالي، هو مصطلح يستخدم في علم الأنساب وعند المؤرخين استخدامًا واسعًا، ويشير إلى تاريخ غير معروف بوجه الدقة.
على سبيل المثال، يمكننا دخول موسوعة جنكيز خان والتي تبدأ بجنكيز خان من عام (1162—18 أغسطس 1227)"، مما يشير إلى أنه ولد في أو نحو عام 1162م. وسنة وفاته كما يبدو من تحديدها بقيمة ثابتة، مما يوحي بأن هناك أدلة قاطعة أن هذا هو عندما توفي. 
ويتم استخدام حوالي لفترات مختلفة من التاريخ.
- لمائة سنة الأخيرة، مصطلح حوالي يجب أن يكون دقيقا مع فارق يبلغ خمس سنوات (مثلا، 1940، 1945، 1950، 1955).
- لخمس مائة سنة الأخيرة، مصطلح حوالي يجب أن يكون دقيقا مع فارق يبلغ عشر سنوات (مثلا، 1720، 1730، 1740، 1750).
- لألف سنة الأخيرة، مصطلح حوالي يجب أن يكون دقيقا مع فارق يبلغ خمسة وعشرين سنة (مثلا, 1250، 1275، 1300، 1325).
- لألفي سنة الأخيرة، مصطلح حوالي يجب أن يكون دقيقا مع فارق يبلغ خمسين سنة (مثلا، 150، 200، 250، 300).
- للفترة التي تضم تاريخ عيش البشر، مصطلح حوالي يجب أن يكون دقيقا مع فارق يبلغ من مائة إلى مائتي سنة.

## التسمية

### اللغات الأجنبية
سيركا (Circa) (وهي تختصر في اللغة الإنجليزية.c  أو ca  أو cca  وهي أقرب إلي اللغة اللاتينية) وتعني (حرفياً "حوالي").